# 分解記事
分解記事（ぶんかいきじ・俗に「バラし記事」とも）とは、様々な新製品を分解してその内部を報じる記事のことである。

## 概要
いわゆる分解記事は、技術系マスメディア（技術系ニュースサイトなど）で行われる新製品紹介記事のジャンルの一つで、新しい製品が発売されるや、それを購入して分解し、その内部を紹介する記事の形態である。往々にして「早速分解してみました」的な見出しが添えられる。
こういった記事が成立する一端には、最新の電子機器がその内部に様々なモジュールを使用することで、その機能を実現しているところにあり、この汎用性のあるモジュールの性質を知ることで、更なる活用の可能性や、または製造原価などが推測可能なことによる。また独創的な新製品では、その内部も独創的な設計が成されていることもあり、そういった「優れた設計思想」は他の機器を設計する技術者としても関心が寄せられるところである。
ただ、いわゆる工業製品の内部は知的財産権で保護された部分も多く、リバースエンジニアリングにせよ単なる分解にせよ、メーカー側は快く思わない場合もある。多くの場合では、こういった「製造側の利権」は侵害しない方向で、内部構造の全体像を紹介するに留められる。
その一方で発売前の試験評価機を分解してしまうなどのような行為でトラブルとなった事例も見られる。例えば、2010年4月に発表前のiPhoneの4G端末が「バーで拾われ」て、これを拾得者から買い取ったギズモードが独自に分解・調査して記事を発表、それによりAppleだけではなくシリコンバレーのコンピュータ犯罪などを調査している警察の一部門REACT（Rapid Enforcement Allied Computer Team）に問題視され、同サイト編集者宅が家宅捜索を受けるという事態に発展している。
国内では、新しいApple製品が発売されるや、さっそく分解（バラし）し、その画像を公開してきたKODAWARISAN、海外では iFixit が知られている。